# Umdze Peljor
Umdze Peljor foi um Desi Druk do reino do Butão, reinou de 1704 até 1707. Foi antecedido no trono por Ngawang Tshering, tendo-lhe seguido Druk Rabgye.